# Батонис-цихе
Батонис-цихе (груз. ბატონის ციხე), буквально «крепость батони» (господина) — памятник архитектуры XVII—XVIII веков в Телави, столице восточного региона Грузии, Кахетии. Комплекс «Батонис-цихе» содержит сохранившиеся части персидского замка царей Кахетии, музей с археологическими и этнографическими экспонатами, рукописями, редкими публикациями и военной техникой, а также картинную галерею. В 2007 году несколько сооружений комплекса — замок, крепостная ограда и царская часовня — были включены в список недвижимых памятников культуры национального значения Грузии. Весь комплекс был реконструирован в 2018 году.

## Царский замок

### Строительные и архитектурные особенности

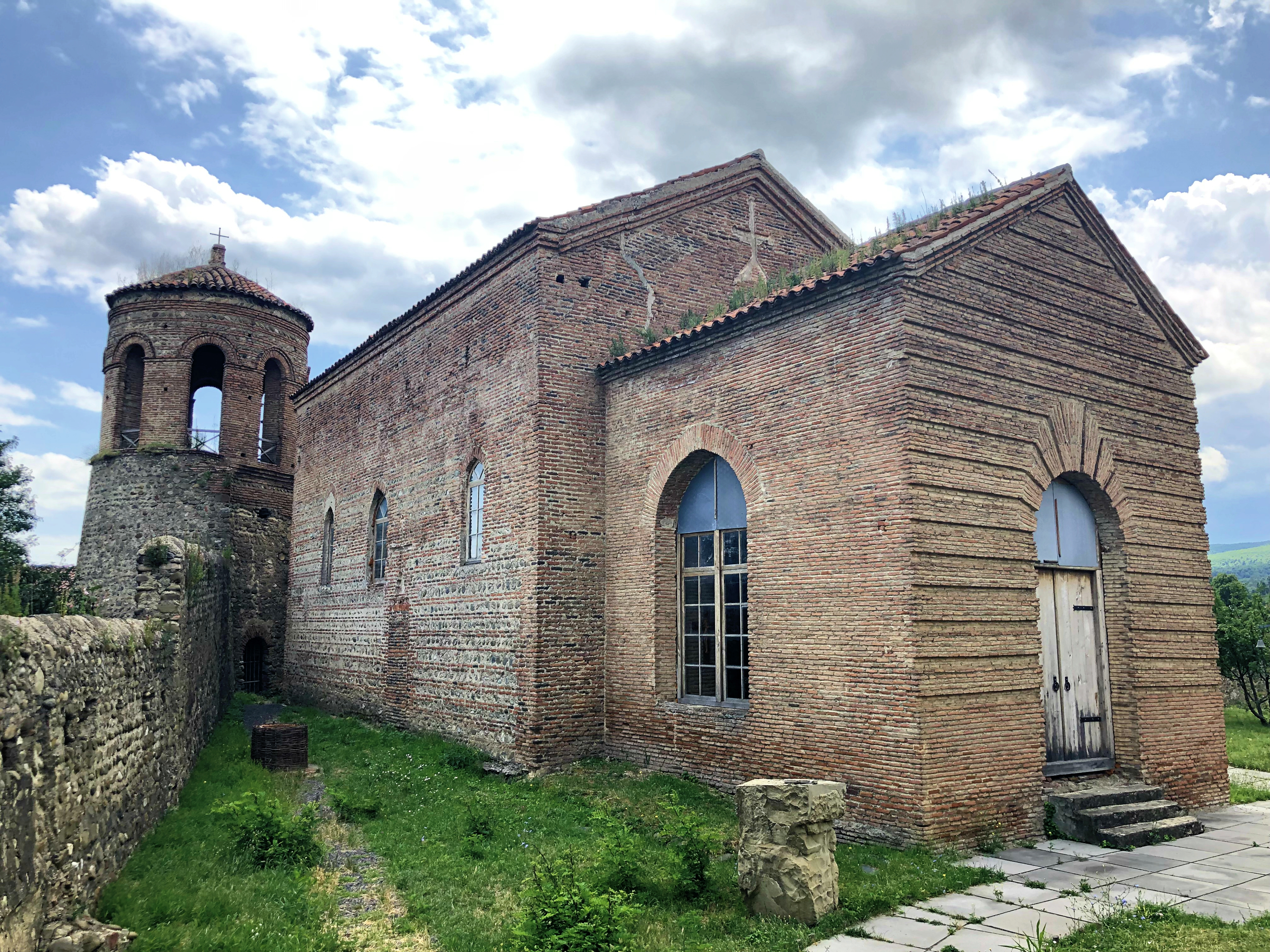
Царские часовни

Тронный зал

Оригинальный замок был построен по указанию царя Арчила II где-то между 1664 и 1675 годами. В связи с политическими беспорядками XVII и XVIII веков, замок несколько раз разрушался и перестраивался. Некоторые части здания и планировка замка Арчила II, напоминающая о замках Сефевидов, оставались нетронутыми. Большая часть дошедшего до нас здания является результатом реконструкции при относительно стабильном правлении Ираклия II, царя Кахетии между 1750 и 1762 годами. Замок построен в простом персидском стиле, явно по образцу крепости Керим-хан в Ширазе (Иран).
Весь комплекс замка, который также включает две царские часовни и бани, окружён монументальной стеной и большими круглыми угловыми башнями. Замок представляет собой прямоугольное здание с центральным залом с высокими потолками и заострёнными арками. Он имеет четыре балкона (айвана), каждый из которых обращён к одной из сторон света, и окружён коридорами и небольшими комнатами по углам. С юга расположен главный вход с центральным двухэтажным залом с колоннами. Внутренний декор, типичный для персидских дворцов того периода, в частности, лепнина, зеркальная мозаика и картины маслом, вероятно, присутствовал, но не сохранился

### Поздняя история
После вхождения Грузии в состав Российской империи 1801 году генерал-майор Василий Гуляков выбрал замок Телави в качестве штаб-квартиры своего Кабардинского полка в 1802 году. В 1805 году замок был передан Российской Императорской казне. Позже он использовался русскими военными в качестве казарм и был в основном в руинах к 1845 году, когда Михаил Воронцов, наместник Кавказа, приказал восстановить замок. В 1865 году замок Телави, принадлежавший тогда Женскому благотворительному обществу св. Нины, был реконструирован архитектором Альбертом Зальцманом для размещения женского училища св. Нины. В 1935 году здание было приспособлено для Телавского исторического музея, располагающегося там по сей день.
Комплекс Батонис-цихе подвергся масштабной реконструкции и был вновь открыт для посетителей в мае 2018 года. Был также построен новый музей для размещения обновлённой коллекции. 16 декабря 2018 года в замке состоялась церемония инаугурации Саломе Зурабишвили, пятого президента Грузии.